# التنين: عودة المحارب
التنين: عودة المحارب هو مسلسل جريمة دراما باللغة الإسبانية، عرض المسلسل لأول مرة في الولايات المتحدة على قناة يونيفزيون في 30 سبتمبر 201. والمسلسل متاح آيضاً على منصة نتفليكس. المسلسل من بطولة سيباستيان رولي، ريناتا نوتني، روبيرتو ماتيوس وكاساندرا سانشيز نافارو.

## روابط خارجية
- التنين: عودة المحارب على موقع IMDb (الإنجليزية)
- التنين: عودة المحارب على موقع نتفليكس (الإنجليزية)
- التنين: عودة المحارب على موقع كينوبويسك (الروسية)
- التنين: عودة المحارب على موقع قاعدة بيانات الفيلم (الإنجليزية)